# سويني
سويني (بالإنجليزية: Sweeny, Texas) هي مدينة تقع في مقاطعة برازوريا، تكساس بولاية تكساس في شمال شرق الولايات المتحدة. تبلغ مساحة هذه المدينة 4.8 (كم²)، وترتفع عن سطح البحر 9 م، بلغ عدد سكانها 3624 نسمة في عام 2000 حسب إحصاء مكتب تعداد الولايات المتحدة وتصل الكثافة السكانية فيها 751.6 نسمة/كم2.

## التركيبة السكانية
حدّد مكتب تعداد الولايات المتحدة بيانات التركيبة السكانية لسويني في تعداد الولايات المتحدة. في ما يلي، التركيبة السكانية حسب تعدادي 2000 و2010.

### تعداد عام 2000
بلغ عدد سكان سويني 3,624 نسمة بحسب تعداد عام 2000، وبلغ عدد الأسر 1,338 أسرة وعدد العائلات 974 عائلة مقيمة في المدينة. في حين سجلت الكثافة السكانية 703.7 نسمة لكل كيلومتر مربع (1,822.6/ميل2). وبلغ عدد الوحدات السكنية 1,444 وحدة بمتوسط كثافة قدره 280.4 لكل كيلومتر مربع (726.2/ميل2).
وتوزع التركيب العرقي للمدينة بنسبة 75.25% من البيض و15.78% من الأمريكيين الأفارقة و1.02% من الأمريكيين الأصليين و0.41% من الأمريكيين ذوي الأصول الآسيوية و5.99% من الأعراق الأخرى و1.55% من عرقين مختلطين أو أكثر و13.71% من الهسبانيون أو اللاتينيون من أي عرق.
بلغ عدد الأسر 1,338 أسرة كانت نسبة 42.2% منها لديها أطفال تحت سن الثامنة عشر تعيش معهم، وبلغت نسبة الأزواج القاطنين مع بعضهم البعض 53.8% من أصل المجموع الكلي للأسر، ونسبة 14.9% من الأسر كان لديها معيلات من الإناث دون وجود شريك،  بينما كانت نسبة 4.1% من الأسر لديها معيلون من الذكور دون وجود شريكة وكانت نسبة 27.2% من غير العائلات. تألفت نسبة 23.7% من أصل جميع الأسر من عدة أفراد يعيشون في نفس المنزل ونسبة 11.4% كانت تتألف من شخص يعيش بمفرده يبلغ من العمر 65 عاماً أو أكثر. وبلغ متوسط حجم الأسرة المعيشية 2.65، أما متوسط حجم العائلات فبلغ 3.14.
بلغ العمر الوسطي للسكان 34.7 عاماً. وكانت نسبة 29.7% من القاطنين تحت سن الثامنة عشر، وكانت نسبة 8.4% بين الثامنة عشر والرابعة والعشرين عاماً، ونسبة 26.1% كانت واقعةً في الفئة العمرية ما بين الخامسة والعشرين والرابعة والأربعين عاماً، ونسبة 19.6% كانت ما بين الخامسة والأربعين والرابعة والستين، ونسبة 13.9% كانت ضمن فئة الخامسة والستين عاماً فما فوق. يوجد لكل 100 أنثى 93.6 ذكر، ويوجد لكل 100 أنثى في الثامنة عشر من عمرها فما فوق 89.0 ذكر.
بلغ متوسط دخل الأسرة في المدينة 36,497 دولارًا، أما متوسط دخل العائلة فبلغ 42,128 دولارًا. وكان متوسط دخل الذكور 43,854 دولارًا مقابل 25,710 دولارًا للإناث. وسجل دخل الفرد الخاص بالمدينة 16,755 دولارًا. وكانت نسبة 10.4% من العائلات ونسبة 9.9% من السكان تحت خط الفقر، وكان من هؤلاء نسبة 9.4% تحت سن الثامنة عشر ونسبة 11.7% في الخامسة والستين من العمر وما فوق.

## معرض صور

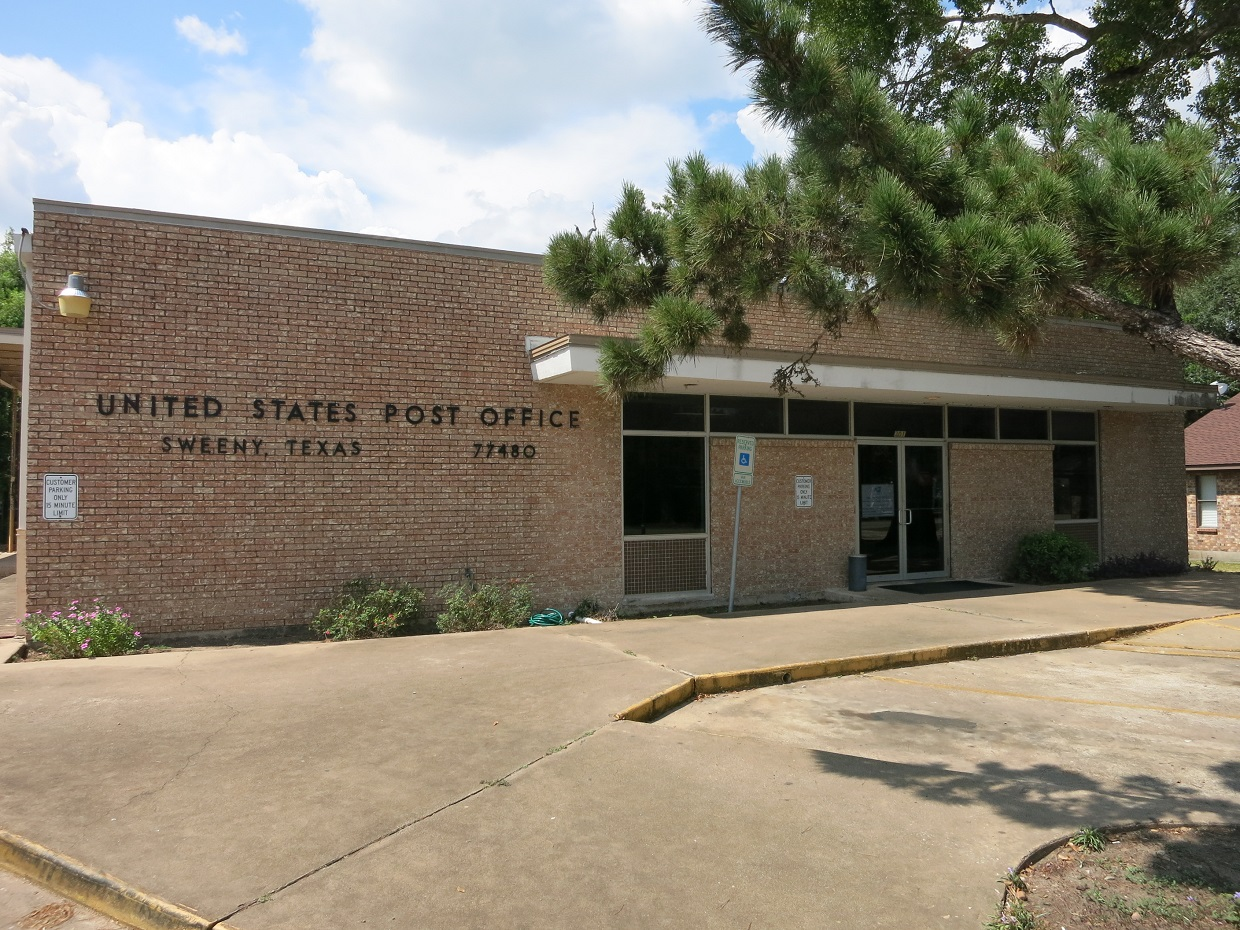
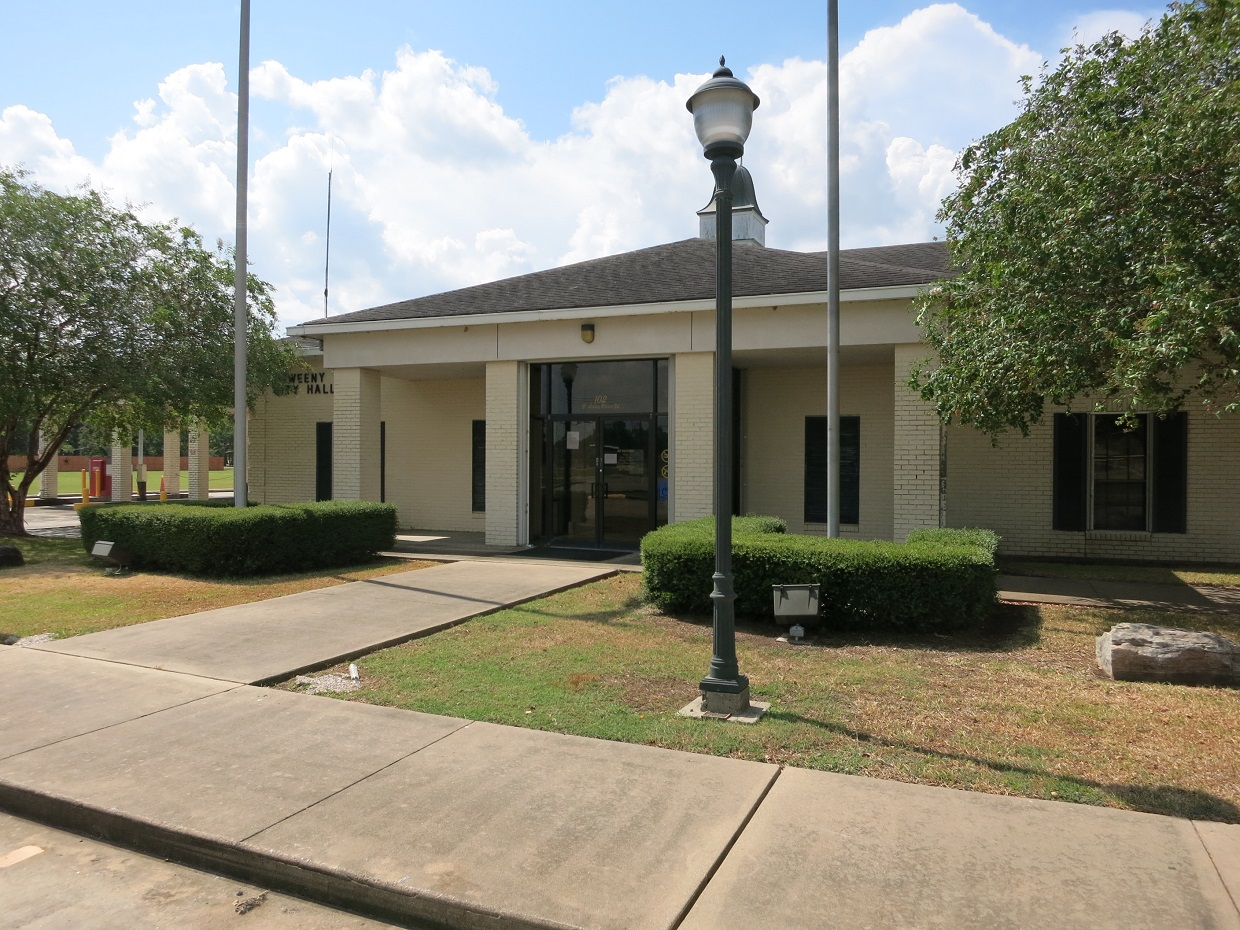
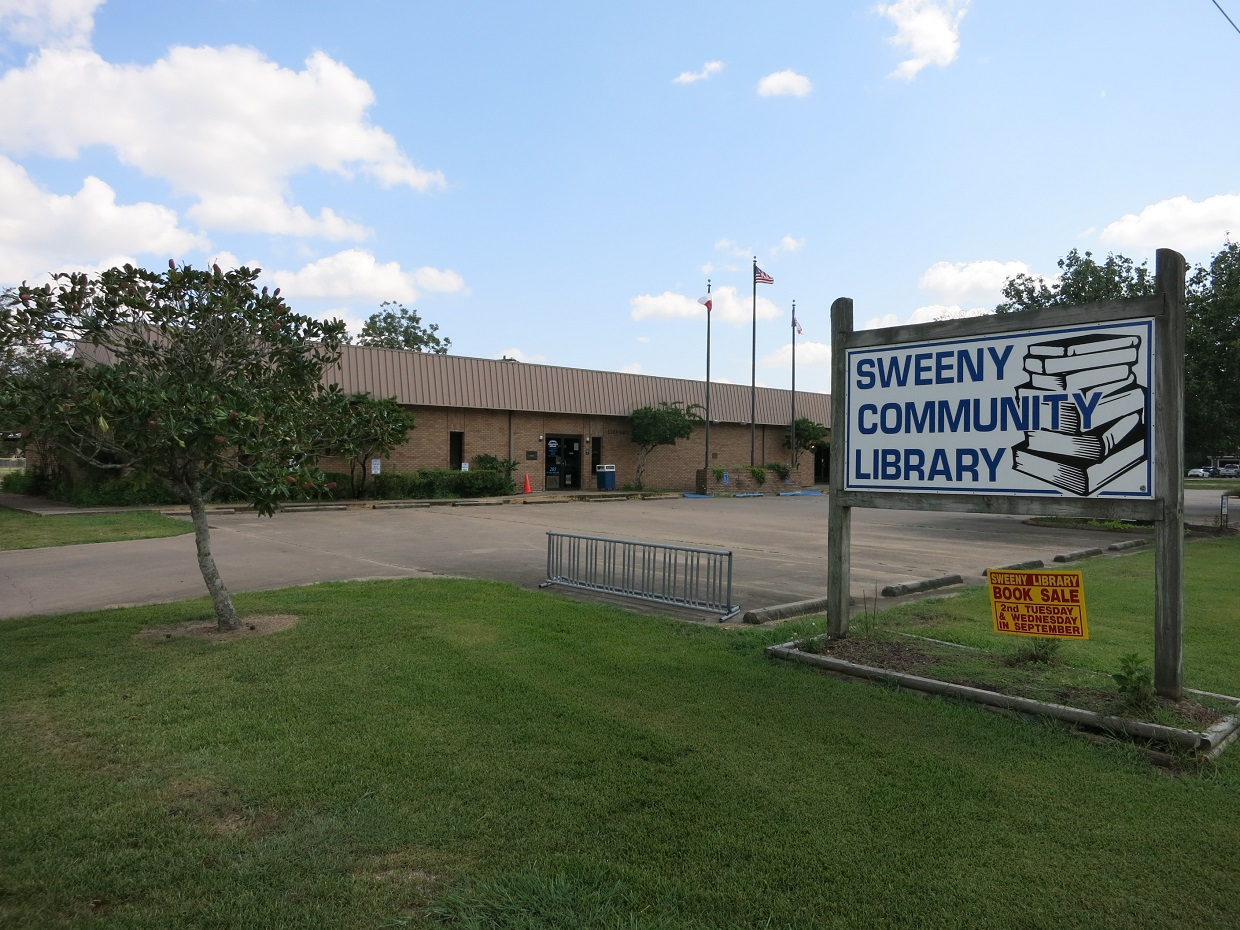

### تعداد عام 2010
بلغ عدد سكان سويني 3,684 نسمة بحسب تعداد عام 2010، وبلغ عدد الأسر 1,381 أسرة وعدد العائلات 969 عائلة مقيمة في المدينة. في حين سجلت الكثافة السكانية 715.3 نسمة لكل كيلومتر مربع (1,852.6/ميل2). وبلغ عدد الوحدات السكنية 1,558 وحدة بمتوسط كثافة قدره 302.5 لكل كيلومتر مربع (783.5/ميل2).
وتوزع التركيب العرقي للمدينة بنسبة 72.42% من البيض و19.54% من الأمريكيين الأفارقة و0.79% من الأمريكيين الأصليين و0.43% من الأمريكيين ذوي الأصول الآسيوية و5.18% من الأعراق الأخرى و1.63% من عرقين مختلطين أو أكثر و16.40% من الهسبانيون أو اللاتينيون من أي عرق.
بلغ عدد الأسر 1,381 أسرة كانت نسبة 39.6% منها لديها أطفال تحت سن الثامنة عشر تعيش معهم، وبلغت نسبة الأزواج القاطنين مع بعضهم البعض 47.8% من أصل المجموع الكلي للأسر، ونسبة 17% من الأسر كان لديها معيلات من الإناث دون وجود شريك،  بينما كانت نسبة 5.4% من الأسر لديها معيلون من الذكور دون وجود شريكة وكانت نسبة 29.8% من غير العائلات. تألفت نسبة 26.2% من أصل جميع الأسر من عدة أفراد يعيشون في نفس المنزل ونسبة 13.6% كانت تتألف من شخص يعيش بمفرده يبلغ من العمر 65 عاماً أو أكثر. وبلغ متوسط حجم الأسرة المعيشية 2.61، أما متوسط حجم العائلات فبلغ 3.17.
بلغ العمر الوسطي للسكان 36.5 عاماً. وكانت نسبة 28.9% من القاطنين تحت سن الثامنة عشر، وكانت نسبة 7.6% بين الثامنة عشر والرابعة والعشرين عاماً، ونسبة 24.1% كانت واقعةً في الفئة العمرية ما بين الخامسة والعشرين والرابعة والأربعين عاماً، ونسبة 24.3% كانت ما بين الخامسة والأربعين والرابعة والستين، ونسبة 15.1% كانت ضمن فئة الخامسة والستين عاماً فما فوق. وتوزع التركيب الجنسي للسكان بنسبة 48.2% ذكور و51.8% إناث.

## أعلام
- جوني لي هيغينز

## وصلات خارجية
- http://www.ci.sweeny.tx.us/ نسخة محفوظة 23 أغسطس 2013 على موقع واي باك مشين.
- The US50 - Cities and Towns in Texas State